# Esther Borja
Esther Borja Lima (La Habana, Cuba, 5 de diciembre de 1913 - La Habana, Cuba, 28 de diciembre de 2013) fue una reconocida intérprete vocal cubana, caracterizada por su rica textura de voz y una amplia tesitura. Se la considera una de las principales intérpretes de la música de Gonzalo Roig, Rodrigo Prats, y especialmente de Ernesto Lecuona. A lo largo de más de medio siglo de carrera artística, Borja cosechó varios premios y reconocimientos, entre ellos el Premio Nacional de Música otorgado por el Ministerio de Cultura cubano en el año 2001.
Alejada de los escenarios de manera oficial desde 1984, falleció en diciembre de 2013, días después de haber cumplido 100 años de vida.
Es mundialmente conocida por su icónica interpretación de la canción "Damisela encantadora" de Lecuona.

## Síntesis biográfica
Esther María de la Caridad Borja Lima nace en la ciudad capital de Cuba en 1913. A los 16 años de edad se inició dentro del canto en el pueblo de Santiago de las Vegas.
Se gradúa en estudios de música y piano en el Centro Gallego de La Habana a los 19 años, y tres años después ―en 1935― conoce a la compositora y pianista Ernestina Lecuona (1882-1951), con quien ofrecerá su primer recital.
Debuta profesionalmente con el hermano de aquella, el reconocido músico Ernesto Lecuona. La fama comienza con su interpretación del vals Damisela Encantadora, compuesto especialmente para ella por Lecuona, en la zarzuela Lola Cruz.
En 1936, junto a los hermanos Lecuona y a Ignacio Villa ―más conocido como Bola de Nieve― realiza una gira artística por varios países latinoamericanos, incluyendo Argentina, Chile, Perú, Uruguay y Brasil. Allí se presenta como solista y junto a intérpretes argentinos como Tita Merello, Libertad Lamarque, Rosita Moreno, y Alfredo Le Pera.
De regreso en Cuba trabaja en los teatros Principal de la Comedia y Martí. Nuevamente en Buenos Aires interpreta con gran éxito las zarzuelas 'El Cafetal, Lola Cruz, Las Leandras, Rosa la China, María la O y las operetas La condesa Maritza, La danza de la libélulas y La bayadera.
En 1943, Sigmund Romberg, prestigioso compositor de operetas la contrata para varias giras por los Estados Unidos, donde actúa en 48 estados y en el Carnegie Hall de Nueva York.
A partir de 1948 inicia sus actuaciones radiales a través de la emisora CMQ de La Habana, donde actúa junto a intérpretes de renombre como la soprano América Crespo, los tenores Panchito Maya e Hipólito Lázaro y el recitador Luis Carbonell.
Desde de los inicios de la televisión cubana inicia su actividad en el medio, destacando la creación de su programa televisivo Álbum de Cuba, en 1961, que fue emitido de manera continuada hasta 1986.
Una cita del compositor Gonzalo Roig permite comprender lo que Esther Borja ha significado para la música cubana:

Representa para Cuba, lo que Raquel Meller para España, lo que Rosita Quiroga para Argentina, lo que Toña la Negra para México... Pero existe una diferencia entre ellas y Esther Borja, y es que esas grandes figuras han tenido imitadores, y la Borja no; no porque no hayan querido imitarla, sino, sencillamente, porque no han podido...
Gonzalo Roig

Tras más de medio siglo de carrera artística Borja decidió retirarse oficialmente de los escenarios, aunque continuó impartiendo conferencias en academias de arte de Cuba y de otros países así como asesora y jurado de importantes festivales. Como reconocimiento a su carrera, el Instituto Cubano de la Música le otorgó en el año 2001 el Premio Nacional de la Música.
El 5 de diciembre de 2013, con motivo de su centenario de vida se le realizaron varios homenajes, incluida una función del Ballet Nacional de Cuba. Días después, el 28 de diciembre del mismo año, falleció en la capital cubana. Sus restos fueron incinerados y velados en una ceremonia íntima.

## Discografía
- Rapsodia de Cuba 1953.
- Rapsodia de Cuba featuring Esther Borja, con la orquesta de Cámara de Madrid- Director: Fernando Mulens y Daniel Montorio. Arreglos de Fernando Mulens. Madrid, 1955 CDFM-21
- Esther Borja canta a dos, tres y cuatro voces, La Habana, 1955. Piano: Numidia Vaillant y Luis Carbonell, Egrem 6868076
- Esther Borja interpreta canciones inolvidables de Ernestina Lecuona. La Habana, 1957. Orquesta y arreglos de Humberto Suárez
- Canciones de Gonzalo Roig 1957 - Orquesta dirigida por el maestro Roig. Intérpretes: Esther Borja y América Crespo
- Ayer y hoy 1958 La Habana, 1958 Con orquesta y arreglos de Roberto Sánchez Ferrer.
- Álbum de Cuba – Esther Borja La Habana, 1965. Orquesta de cuerdas de Roberto Valdés Arnau; acompañamiento de Adolfo Guzmán, Rafael Somavilla.
- Esther Borja interpreta a Ernesto Lecuona, La Habana, 1975. Piano por Nelson Camacho.

## Filmografía
- Adiós Buenos Aires (1938) - Dirigida por Leopoldo Torres Ríos, interpretada por Ernesto Lecuona, Amelia Bence, Tito Lusiardo, Florén Delbene, y la Orquesta Habana-Casino, entre otros; blanco y negro, 85 minutos.

## Reconocimientos
- Orden Félix Varela
- Premio Nacional de Música de Cuba
- Medalla Alejo Carpentier
- Premio del Gran Teatro de La Habana